# آینیزه باریا
آینیزه باریا (انگلیسی: Ainize Barea؛ زادهٔ ۲۵ ژانویهٔ ۱۹۹۲) بازیکن فوتبال اهل اسپانیا است که در حال حاضر از آغاز فصل ۲۰۲۲-۲۰۲۱ برای باشگاه فوتبال زنان اتلتیک بیلبائو در پست مهاجم بازی می‌کند.

## دوران باشگاهی
آینیزه باریا دوران حرفه‌ای خود را در سی‌دی اوگائو (مستقر در اوگائو-میرابالس در جنوب بیسکای) آغاز کرد. به دلیل حضور دو بازیکن دیگر با نام آینیزه در این باشگاه، او به لقب «پکه» ملقب شد که اشاره به قد ۱۵۳ سانتی‌متری‌اش داشت. اوگائو در لیگ منطقه‌ای باسک رقابت می‌کرد و باریا هشت سال را در آن تیم گذراند، جایی که پایه‌های فنی و ذهنی فوتبالش را شکل داد. توانایی‌های فردی و پشتکار او باعث شد توجه تیم‌های دسته‌بالایی را جلب کند.
در ادامه، باریا به باشگاه فوتبال زنان سانتا ترسا پیوست که در لیگ برتر فوتبال زنان اسپانیا رقابت می‌کرد و در شهر باداخوس واقع بود. با وجود استعداد و تلاش فراوان، دو فصل حضور او در سانتا ترسا تحت‌تأثیر مصدومیت‌های مکرر از جمله آسیب‌دیدگی زانو قرار گرفت. با این حال، باشگاه‌ها همچنان به پتانسیل بالای او باور داشتند. در ۱۴ ژوئن ۲۰۱۷، باریا با باشگاه فوتبال زنان دپورتیوو لاکرونیا قرارداد امضا کرد و به یکی از بازیکنان کلیدی تیم بدل شد.
او در دپورتیوو درخشش بی‌نظیری داشت و در ۱۰۶ بازی رسمی، ۸۴ گل به ثمر رساند. این عملکرد چشمگیر او را به یکی از گلزنان برتر فوتبال زنان اسپانیا تبدیل کرد. توانایی او در موقعیت‌سازی، تمام‌کنندگی دقیق، و تحرک بالا در زمین باعث شد تا در خط حمله تیم نقش تعیین‌کننده‌ای داشته باشد. علاوه بر گلزنی، باریا در خلق موقعیت برای هم‌تیمی‌ها نیز مؤثر بود و توانست به یکی از محبوب‌ترین بازیکنان دپور در میان هواداران تبدیل شود.
در ژوئیه ۲۰۲۱، باریا به باشگاه فوتبال زنان اتلتیک بیلبائو پیوست، تیمی ریشه‌دار که سابقه‌ای غنی در فوتبال زنان باسک دارد. پیوستن به اتلتیک برای او نه تنها یک جهش حرفه‌ای بلکه بازگشت به زادگاهش نیز بود. در بیلبائو، او بلافاصله در ترکیب اصلی قرار گرفت و با سبک بازی پرانرژی و گلزنی‌های به‌موقع، جای خود را در قلب هواداران تثبیت کرد. در فصل‌های ابتدایی، باریا در بازی‌های حساس مانند دربی باسک مقابل رئال سوسیداد نقش مهمی ایفا کرد.

### دوران ملی
باریا اولین دعوت خود به تیم ملی فوتبال زنان اسپانیا را در سپتامبر ۲۰۲۰ برای بازی مقدماتی قهرمانی اروپا ۲۰۲۲ زنان مقابل تیم ملی فوتبال زنان مولداوی دریافت کرد. با این حال، در آن مسابقه به میدان نرفت. با وجود این، دعوت شدن به تیم ملی بزرگسالان نشان‌دهنده رشد قابل توجه او در سطح باشگاهی بود. پس از آن نیز در اردوهای تمرینی تیم ملی و فهرست‌های پیش‌مقدماتی حضور یافت، اگرچه هنوز فرصت بازی رسمی در ترکیب اصلی را پیدا نکرده است. همچنین، باریا در دیدارهای غیررسمی با تیم ملی فوتبال زنان ایالت باسک نیز به میدان رفته و به‌عنوان نماینده‌ای از هویت فوتبال باسک ایفای نقش کرده است.

## زندگی شخصی
باریا تا ۱۲ سالگی هم فوتبال و هم پیلوتای باسکی بازی می‌کرد. خانواده او همواره از فعالیت ورزشی‌اش حمایت کرده‌اند. در سال ۲۰۱۹، او در اعتصابی برای بهبود دستمزد بازیکنان زن در اسپانیا شرکت کرد. باریا یک فوتبالیست حرفه‌ای است و تمام درآمدش از این ورزش تأمین می‌شود.